# Primăria Municipiului Bălți

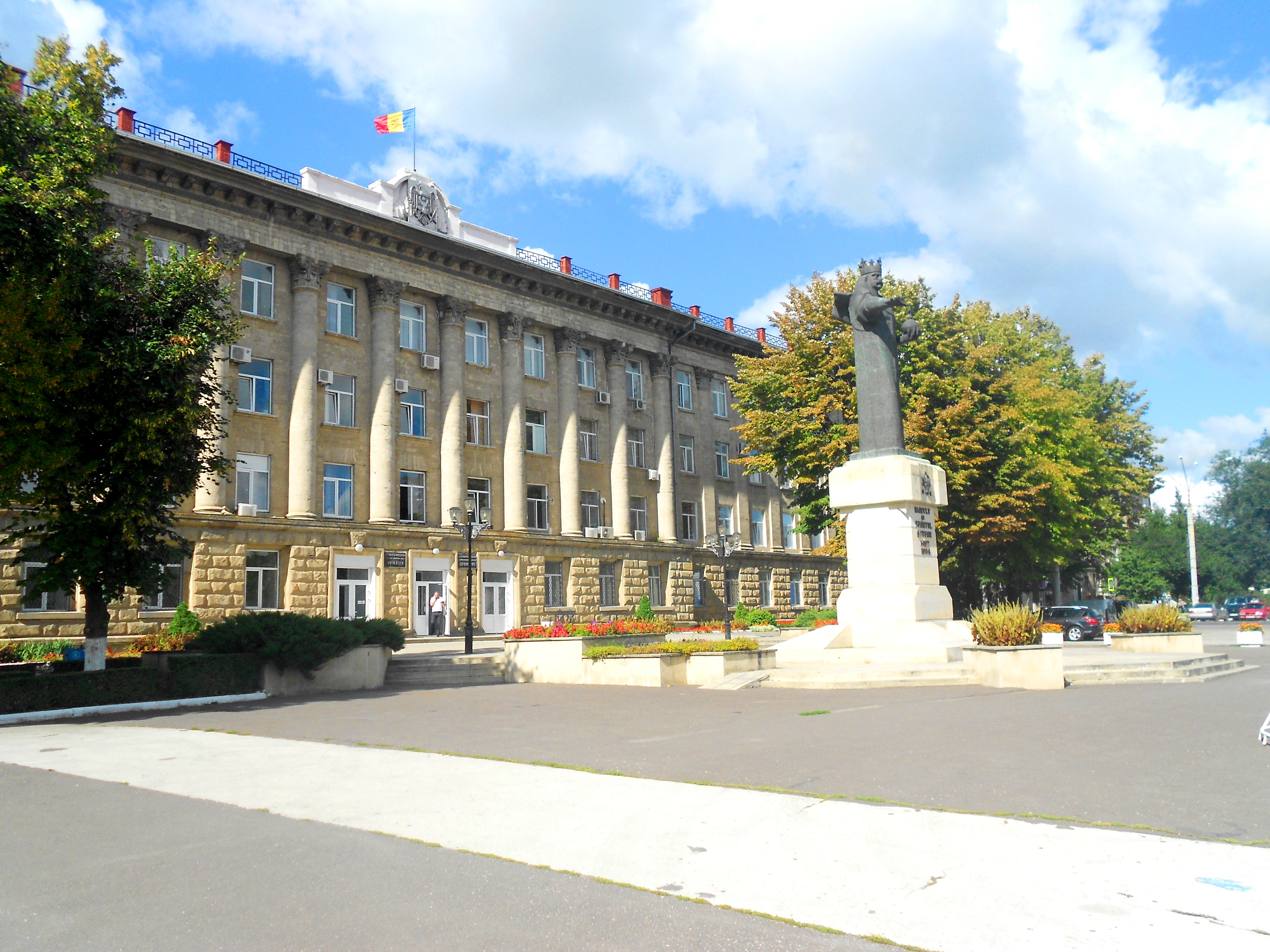
Primăria Municipiului Bălți (const. 1958)

Primăria Municipiului Bălți reprezintă puterea executivă locală care asistă primarul în exercitarea atribuțiilor sale legale în Municipiul Bălți. În perioada interbelică sediul primăriei a fost în Casa Hagi Marcarov. În 1958 în Piața Independenței a fost construit noul edificiu administrativ – Sovietul orășenesc al deputaților, în prezent adăpostind primăria. Fațadele sunt realizate în spiritul empirului sovietic, cu folosirea ordinului. Clădirea este un monument de arhitectură înscris în registrul monumentelor ocrotite de stat. Organigrama și statele primăriei, compusă din direcții, secții, servicii, se aprobă de către consiliul municipal Bălți la propunerea primarului.

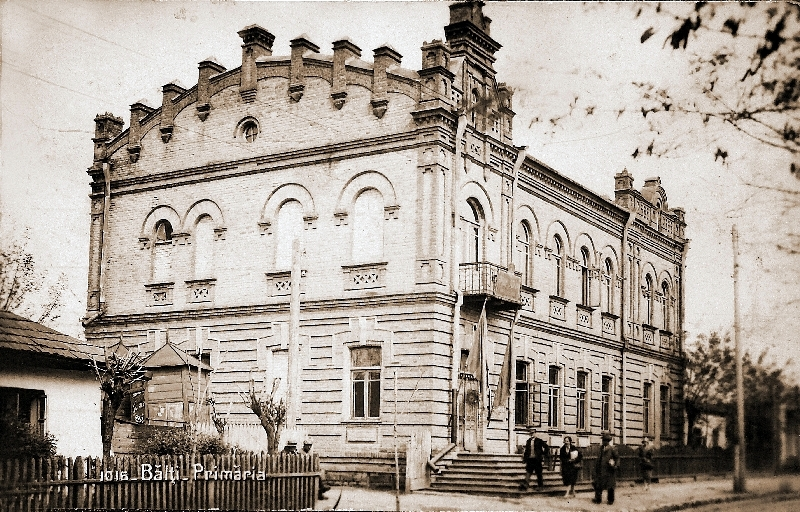
Primăria Bălți în anii 30, sec. XX (Casa Hagi Marcarov)

## Structura
Organigrama primăriei :
- Primar: Nicolai Grigorișin
  - Secția juridică: Vitalie Balan
  - Serviciul resurse umane: Lilia Blându
  - Viceprimar: Marina Coval
    - Direcția Generală Financiar-Economică: Oxana Mirovschi
      - Secția elaborarea și administrarea bugetelor: Vera Russu
      - Secția de dări de seamă și analiza sistemului bugetar: Maria Dometriașciuc
      - Secția economie, pronosticare și administrarea veniturilor: Olga Praht
      - Secția comerț: Natalia Romanenco

    - Serviciul achiziții publice: Elena Burcataia
    - Serviciul relații externe și atragerea investițiilor: Sergiu Culibaba
    - Serviciul audit

  - Viceprimar: Octavian Mahu
    - Secția proprietate municipală și relațiile funciare: Galina Zinconvscaia
    - Secția arhitectură și construcții: Iurie Bucătaru
    - Direcția gospodărie comunală: Veaceslav Zincovschi

  - Viceprimar: Alecsandr Usatâi
    - Direcția Învățământ, Tineret și Sport: Tatiana Dubițcaia
      - Secția învățământ preșcolar, primar, gimnazial și liceal: Lilia Guțalov
      - Secția tineret și sport: Sergiu Zubcov

    - Secția cultură: Vera Carauran
    - Secția sănătații: Veaceslav Batâr
    - Serviciul documentație mlitară și civilă: Iurie Popa

  - Secretarul Consiliului și municipiului: Irina Serdiuc
    - Secția administrare publică locală: Ludmila Derevenco
    - Secția relații cu publicul: Ghebos Maria
    - Secția asistență socială și protecția familiei: Vladimir Semențul
    - Serviciul arhivă: Tamara Guțu